# Anisus centrifugus
Anisus centrifugus е вид коремоного от семейство Planorbidae. Видът е незастрашен от изчезване.

## Разпространение
Разпространен е в Русия (Амурска област, Бурятия, Иркутск, Камчатка, Красноярск, Курилски острови, Магадан, Приморски край, Сахалин, Тува, Хабаровск и Читинска област).